# 歷史 (波利比烏斯)

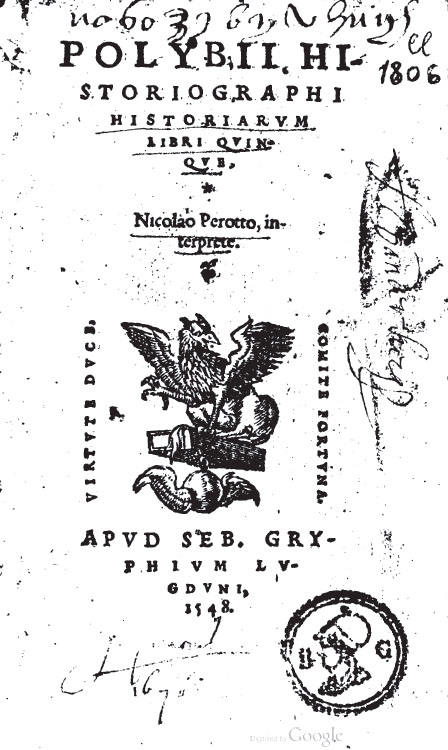
歷史

由波利比烏斯編撰的歷史（Ἱστορίαι），又稱通史、史記，計40卷。從第一次布匿戰爭（前264年）開始到第三次布匿戰爭（前146年），紀錄羅馬人如何迎接嚴峻的挑戰，到打敗海上強權的迦太基，如何擊退一代名將漢尼拔，讓希臘人臣服於羅馬帝國，使地中海成了羅馬人的內海。
現今僅存前5卷全部及其他各卷的少量片段。其中第1、第2兩卷為全書序言，同時概括介紹西元前264-前220年的政治、軍事史。第3至第29卷寫前220至前168年的歷史，重點描述第二次布匿戰爭。第30至第39卷是到前146年的歷史，含第三次布匿戰爭。其中第34卷是全書地理環境的背景說明。第40卷是全書概要和編年總結。

## 篇幅
《歷史》分為40卷：
- 第1卷　導論；第一次迦太基戰爭
- 第2卷　在西班牙之事務；羅馬人在伊利律亞；在西班牙的事務；羅馬與高盧人；在西班牙的事務；在希臘的事件：阿凱亞聯邦
- 第3卷　導論；第二次迦太基戰爭；第二次伊利律亞戰爭；第二次迦太基戰爭；第二次伊利律亞戰爭；第二次迦太基戰爭
- 第4卷　在希臘之事務：谷奈塔的內戰；拜占廷與黑海
- 第5卷　在埃及之事務：克里奧米尼斯之死；在希臘之事務：菲利普以及希臘人
- 第6卷（已殘）　來自序文；論國家之型態；論成熟的羅馬憲政；羅馬的軍事系統；羅馬共和與其它共和的比較；結論
- 第7卷（已殘）　在西西里之事務；在希臘之事務：漢尼拔與馬其頓菲利普之間的條約；菲利普的個性
- 第8卷（已殘）　在西西里之事務：圍攻塞拉糾斯；在希臘之事務：馬其頓之菲利普；在義大利之事務：圍攻塔倫屯
- 第9卷（已殘）　導論；在義大利之事務：圍攻卡普阿；論將軍之領導統御；漢尼拔的人格特質
- 第10卷（已殘）　希奇皮歐的人格；在西班牙之事務：攻佔新迦太基，希奇皮歐及西班牙人
- 第11卷（已殘）　在義大利之事務：邁托如斯河之役；漢尼拔的人格
- 第12卷（已殘）　對泰米亞斯及其歷史方法的批評：非洲及柯西嘉動物誌的錯誤，有關西西里的錯誤，蓄意及非蓄意的錯誤，泰米亞斯論卡利斯提尼斯、雅典之德謨卡瑞斯、西西里之阿卡拖克里司，泰米亞斯對其他作家的批評，泰米亞斯論法拉呂斯之銅牛，泰米亞斯編寫演說詞的方法，歷史與醫學的比較，泰米亞斯欠缺政治及軍事經驗以及不願旅行，泰米亞斯作品缺失的原因以及優秀史家的特質
- 第13卷（已佚）
- 第14卷（已殘）　在非洲之事務：希奇皮歐的征戰
- 第15卷（已殘）　在非洲之事務：最後決戰；第二次迦太基戰爭的結束；在馬其頓、敘利亞及埃及之事務；在埃及之事務：一件宮廷革命
- 第16卷（已佚）
- 第17卷（已佚）
- 第18卷（已殘）　在希臘之事務：福拉明尼納斯與菲利普；論背叛；論方陣兵團；在希臘之事務：福拉明尼納斯以及和平協議
- 第19卷（已佚）
- 第20卷（已佚）
- 第21卷（已佚）
- 第22卷（已佚）
- 第23卷（已佚）
- 第24卷（已殘）　在希臘之事務：菲洛波義曼及亞利斯泰納斯
- 第25卷（已佚）
- 第26卷（已佚）
- 第27卷（已佚）
- 第28卷（已佚）
- 第29卷（已佚）
- 第30卷（已佚）
- 第31卷（已殘）　在羅馬及敘利亞的事務：迪米垂亞斯的逃走；在義大利之事務：寶祿斯、希奇皮歐以及波利比亞斯
- 第32卷（已佚）
- 第33卷（已佚）
- 第34卷（已佚）
- 第35卷（已佚）
- 第36卷（已殘）　在羅馬及迦太基之事務：第三次迦太基戰爭；論命運及機遇
- 第37卷（已佚）
- 第38卷（已佚）
- 第39卷（已殘）　取自結語
- 第40卷（已佚）

## 中文譯作
- 翁嘉聲翻譯的《羅馬帝國的崛起》，廣場文化出版事業有限公司（臺灣正體版，2012年初版）；社会科学文献出版社（中國簡字版，2013年初版）。

## 外部連結
- 易宁. . 史学史研究. 2007, (04): 6–9  [2022-04-20]. ISSN 1002-5332. （原始内容存档于2022-04-20）.